# دانیل کندی
دانیل کندی (انگلیسی: Daniel Kenedy؛ زادهٔ ۱۸ فوریهٔ ۱۹۷۴) بازیکن بازنشسته فوتبال اهل پرتغال است که در پست دفاع و هافبک چپ بازی می‌کرد. او در ۱۹۸ بازی لیگ برتر در ۱۱ فصل ۱۳ گل زده است.
وی همچنین در تیم ملی فوتبال زیر ۲۱ سال پرتغال بازی کرده‌است.